# Embassament de Riaño
L'embassament de Riaño està situat a l'est de la província de Lleó, a la comunitat autònoma de Castella i Lleó, Espanya. Pertany a la conca del Duero, i és alimentat pel riu Esla.
Amb una capacitat superior als 650 hectòmetres cúbics, és capaç de regar 80.000 hectàrees.

## Història
Les comportes del Pantà de Riaño van ser tancades el 31 de desembre de 1987, i no va existir cap inauguració oficial. Si bé les obres van començar el 1965, el retard en el seu omplert s'explica per un cúmul de circumstàncies socials i polítiques, que amb el pas dels anys, van donar lloc a protestes en contra de la culminació de les obres i del començament de l'ompliment de la presa. Les protestes van augmentar, amb manifestacions multitudinàries. Com a conseqüència es van fer càrregues policials pel desallotjament forçós dels residents dels municipis afectats.

## Característiques de la Presa
- Nom: "Presa de La Remolina"
- Terme municipal: Crémenes (Lleó)
- Propietat: Estatal (Confederació Hidrogràfica del Duero)
- Any de posada en servei: 1988
- Tipus de presa: Volta de doble curvatura i contorn asimètric
- Espessor en coronació: 4,20 metres
- Alçada sobre fonaments: 100,6 metres
- Alçada sobre el curs: 89,91 metres
- Cota de coronación: 1.102,60 metres sobre el nivell del mar (msnm)
- Longitud en coronació: 337 metres
- Longitud de les galeries: 1.328 metres
- Formigó utilitzat per al cos de la presa: 245.000 m³
- Nombre de sobreeixidors: 2
- Nombre de desguassos: 1
- Capacitat màxima dels desguassos: 877 m³/s
- Projectista: Rafael López González
- Empreses constructores: Coviles y Dumez

## Característiques de l'embassament
- Riu: Esla.
- Superfície de la conca: 606 quilòmetres quadrats
- Capacitat de l'embassament: 651 hectòmetres cúbics
- Superfície de l'embassament: 2.186 hectàrees
- Cota de màxim embassament normal: 1.100 metres sobre el nivell del mar (msnm)
- Longitud de costa: 103 quilòmetres
- Precipitació mitjana anual: 1.650 mil·límetres
- Zona regable prevista: 80.000 hectàrees

## Producció d'energia
Producció d'energia hidroelèctrica:
- Data d'inici de l'explotació: 1991
- Empresa concessionària: Endesa
- Potència instal·lada: 85.000 quilowatts (kW)
- Energia anual mitjana produïble: 140 gigawatt hora (GWh)

## Pobles inundats
- Anciles
- Burón (parcialment)
- Éscaro
- Huelde
- Pedrosa del Rey
- La Puerta
- Riaño (es va construir un "Nou Riaño" a la vora de l'embassament)
- Salio
- Vegacerneja (parcialment)